# Ariel Suligoy
Ariel Juan Eduardo Suligoy (Machagai (Chaco) , Argentina , 24 de junio de 1977) es un futbolista argentino, juega de volante ofensivo en el Club Social Cultural y Deportivo San Martín de Margarita Belén que actualmente participa en el Torneo del Interior 2013.

## Clubes
| Club                          | País      | Año         |
| ----------------------------- | --------- | ----------- |
| Huracán de Corrientes         | Argentina | 1997 - 2000 |
| 13 de Junio (Pirané)          | Argentina | 2000 - 2003 |
| Banfield                      | Argentina | 2002 - 2003 |
| Ben Hur                       | Argentina | 2004 - 2005 |
| Sportivo Patria               | Argentina | 2005        |
| Atlético Candelaria           | Argentina | 2006        |
| Crucero del Norte             | Argentina | 2006 - 2008 |
| Sol de América (Formosa)      | Argentina | 2009        |
| Textil Mandiyú                | Argentina | 2009 - 2010 |
| San Martín de Margarita Belén | Argentina | 2010 - 2012 |